# Christopher Boyes
Christopher Boyes (Frederick, Maryland, 5 de septiembre de 1968) es un diseñador de sonido estadounidense. Ha ganado cuatro premios Óscar por su trabajo en el sonido para películas.

## Carrera
Boyes estudió cinematografía en la Universidad Estatal de San Francisco, donde se licenció en 1985. Comenzó a trabajar en el cine en 1991. Boyes fue diseñador de sonido en muchas películas de éxito como Titanic, la trilogía del El Señor de los Anillos, la serie completa del Piratas del Caribe así como la trilogía de Iron Man y ha colaborado con directores tan famosos como Peter Jackson, James Cameron, Clint Eastwood y Gore Verbinski.

## Premios y distinciones
Premios Óscar
| Año  | Categoría               | Película                                           | Resultado |
| ---- | ----------------------- | -------------------------------------------------- | --------- |
| 1998 | Mejor edición de sonido | Titanic                                            | Ganador   |
| 2002 | Mejor edición de sonido | Pearl Harbor                                       | Ganador   |
| 2002 | Mejor sonido            | El Señor de los Anillos: la Comunidad del Anillo   | Nominado  |
| 2003 | Mejor sonido            | El Señor de los Anillos: las dos torres            | Nominado  |
| 2004 | Mejor edición de sonido | El Señor de los Anillos: el retorno del Rey        | Ganador   |
| 2004 | Mejor edición de sonido | Piratas del Caribe: La maldición de la Perla Negra | Nominado  |
| 2006 | Mejor sonido            | King Kong                                          | Ganador   |
| 2007 | Mejor edición de sonido | Piratas del Caribe: El cofre del hombre muerto     | Nominado  |
| 2009 | Mejor edición de sonido | Iron Man                                           | Nominado  |
| 2010 | Mejor edición de sonido | Avatar                                             | Nominado  |
| 2010 | Mejor sonido            | Avatar                                             | Nominado  |
| 2014 | Mejor sonido            | El hobbit: la desolación de Smaug                  | Nominado  |